# توماس إلكينز
توماس إلكينز (1818 - 10 أغسطس 1900)، طبيب أسنان أمريكي من أصل إفريقي، جراح وصيدلي ومخترع ومناهض للعبودية. عاش في ألباني، نيويورك معظم حياته، لكنه سافر خلال خدمته معاينًا طبيًا لأفواج المشاة 54 و55 لماساتشوستس، وزار ليبيريا. تشمل اختراعاته البارزة تحسينات حاصلة على براءة اختراع لكرسي الحمام والثلاجة.

## سيرته المهنية
في أواخر القرن التاسع عشر، بدأ عدد الأمريكيين من أصل أفريقي بالازدياد في أعمال الصيدلة لسهولة إجراء صيدلي ذات بشرة ملونة عملية تجارية مع أشخاص آخرين أصحاب بشرة ملونة (غير بيضاء). كان علماء العقاقير الأمريكيين من أصل أفريقي يبلون بلاءً حسنًا في الجنوب الأمريكي بشكل خاص، حيث كانت هناك نسبة مرتفعة من السكان الأمريكيين من أصل أفريقي. كان إلكينز جزءًا من الموجات الأولى للأمريكيين الأفارقة في مهنة الصيدلة. تلقى تعليمه في الصيدلة من دكتور وينكوب، طبيب وصانع عقاقير من المدرسة القديمة، وقضى حوالي عشر سنوات في العمل معه. كان إلكينز يدير صيدلية صغيرة تقع في شارع نورث سوان في سنواتها الأربع الأولى، وانتقلت لاحقًا إلى شارع ليفينغستون وبرودواي حيث استمرت ثلاثة عشر عامًا أخرى، لكنه أغلقها بعد فترة بسبب الصعوبات الاقتصادية، ليركّز على طب الأسنان والجراحات البسيطة.
درب توماس تي إتش ساندرز بينينغتون وساعده ليحصل على منصب في صيدلية إتش بي كليمينت حيث تمتع بينينغتون بمسيرة مهنية متميزة.
تتلمذ إلكينز في طب الأسنان على يد رجل يدعى د. تشارلز باين القادم من ألباني ومونتريال، ودرس الجراحة مع د. مارش، القادم من ألباني أيضًا.

## عمله لإلغاء العبودية
شارك مع جماعة «السكك الحديدية» وساعد في نقل العبيد إلى كندا. كان عضوًا في لجنة اليقظة في ألباني، التي نظمت مساعدات للعبيد الهاربين وطلبت التبرعات من المواطنين، كما عمل إلكينز مع ستيفن مايرز، وهو عبد سابق، والذي يعتبر بالإضافة إلى زوجته مدير أفضل محطة «سكك حديد» سرية في نيويورك.
عِقاره السابق  الواقع في 188 جادة ليفنجستون، مملوك حاليًا لمشروع تاريخ السكك الحديدية السرية لمنطقة العاصمة، كما يمتلكون هم أنفسهم منزل مايرز والعديد من العقارات الأخرى من تلك الحقبة.
كان توماس إلكينز رئيسًا لمنظمة تسمى لجنة المواطنين، وقدم صورة في أثناء توليه المنصب إلى ويليام جونسون، تهدف إلى التعبير عن «تقديرهم للخدمة المميزة التي قدمها جونسون لأصحاب البشرة الملونة».

## خدمته خلال الحرب الأهلية وسفراته اللاحقة
في أثناء الحرب الأهلية (1861-1865)، عين جون أندرو، حاكم ماسشوتستس، إلكينز ليكون المعاين الطبي لمشاة ماسشوستس 54 و55.
بعد الحرب، سافر إلى ليبيريا، ربما جزءًا من حركة عودة السود إلى أفريقيا، ليجمع هناك عددًا من الأصداف البحرية والمعادن.

## اختراعاته
حسّن إلكينز أجهزة التبريد، التي تهدف إلى منع تحلل الطعام أو الجثث البشرية. كما حصل على براءة اختراع لتحسين في كرسي الحمام الذي سبق اختراع المرحاض، وكان به العديد من وسائل الراحة بما في ذلك «مكتب ومرآة ورف للكتب ومغسلة وطاولة وخزانة أرضية. تضمن اختراع آخر قطعة أثاث تجمع بين طاولة الطعام وطاولة الكي وإطار الخياطة.

## وفاته
توفي إلكينز في 10 أغسطس من العام 1900 ودفن في مقبرة ألباني الريفية.